# Stomaž, Sežana
Stomaž este o localitate din comuna Sežana, Slovenia, cu o populație de 32 de locuitori.